# Hyalyris antea
Hyalyris antea är en fjärilsart som beskrevs av William Chapman Hewitson 1869. Hyalyris antea ingår i släktet Hyalyris och familjen praktfjärilar. Inga underarter finns listade i Catalogue of Life.

## Bildgalleri

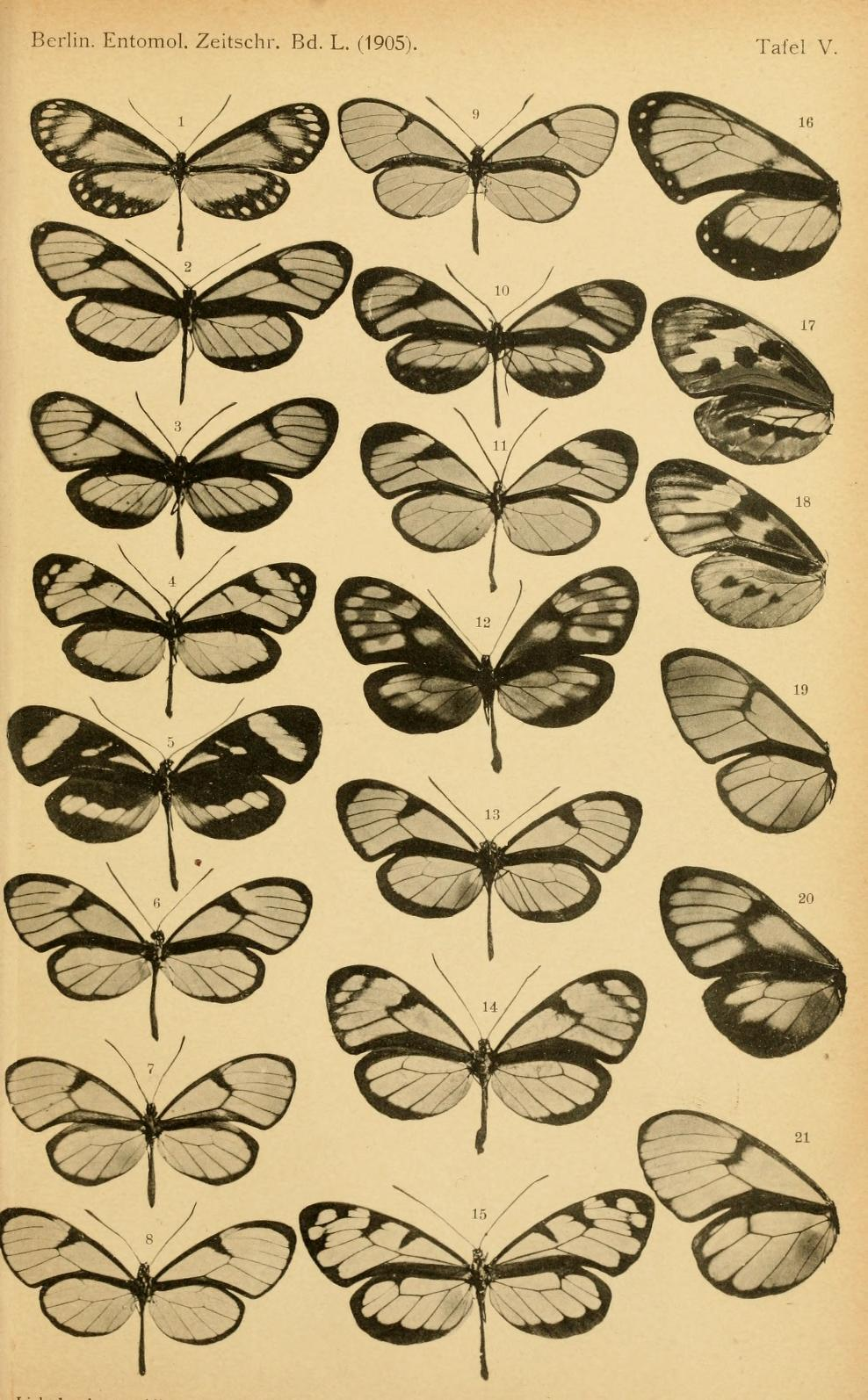
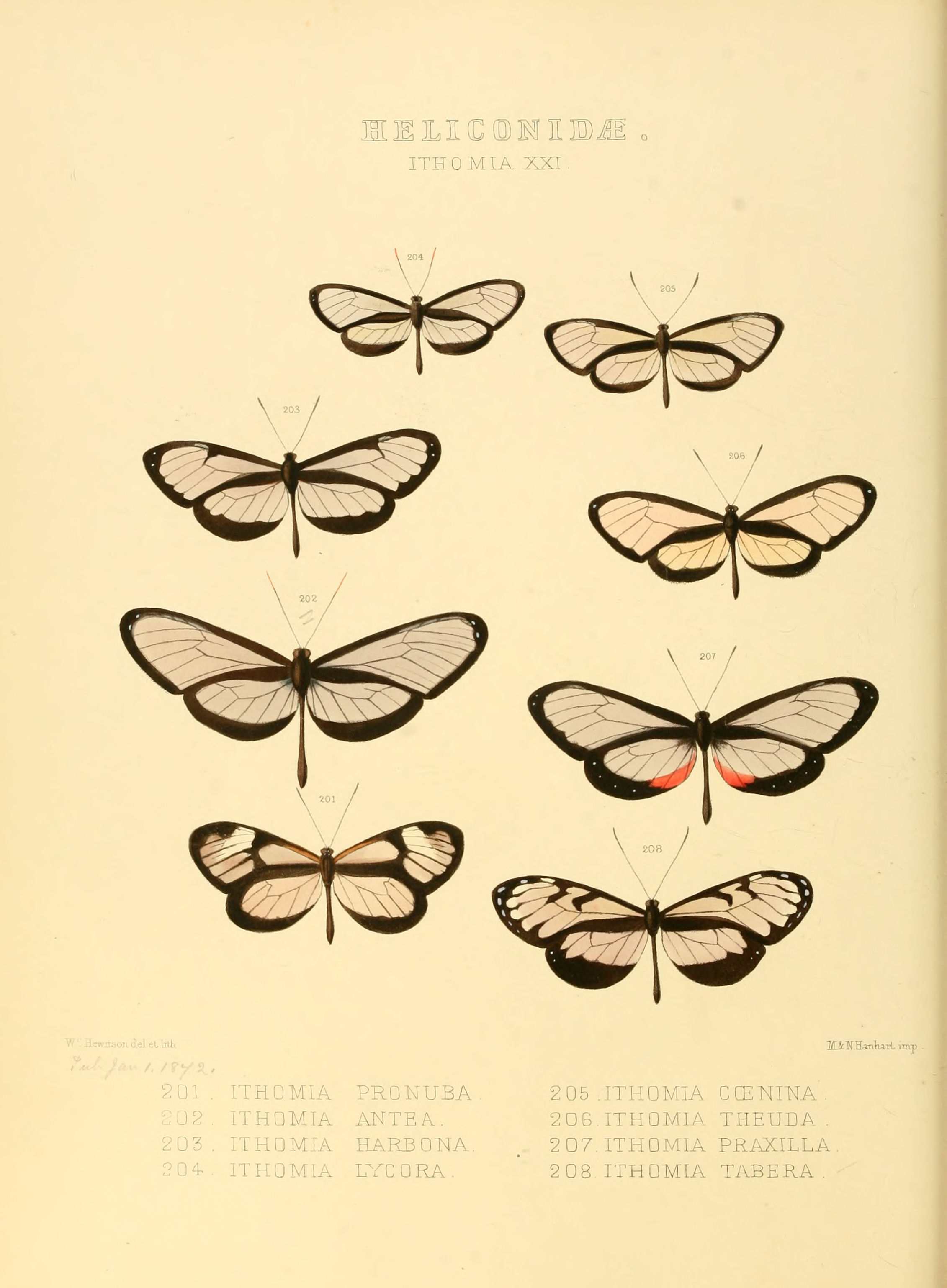
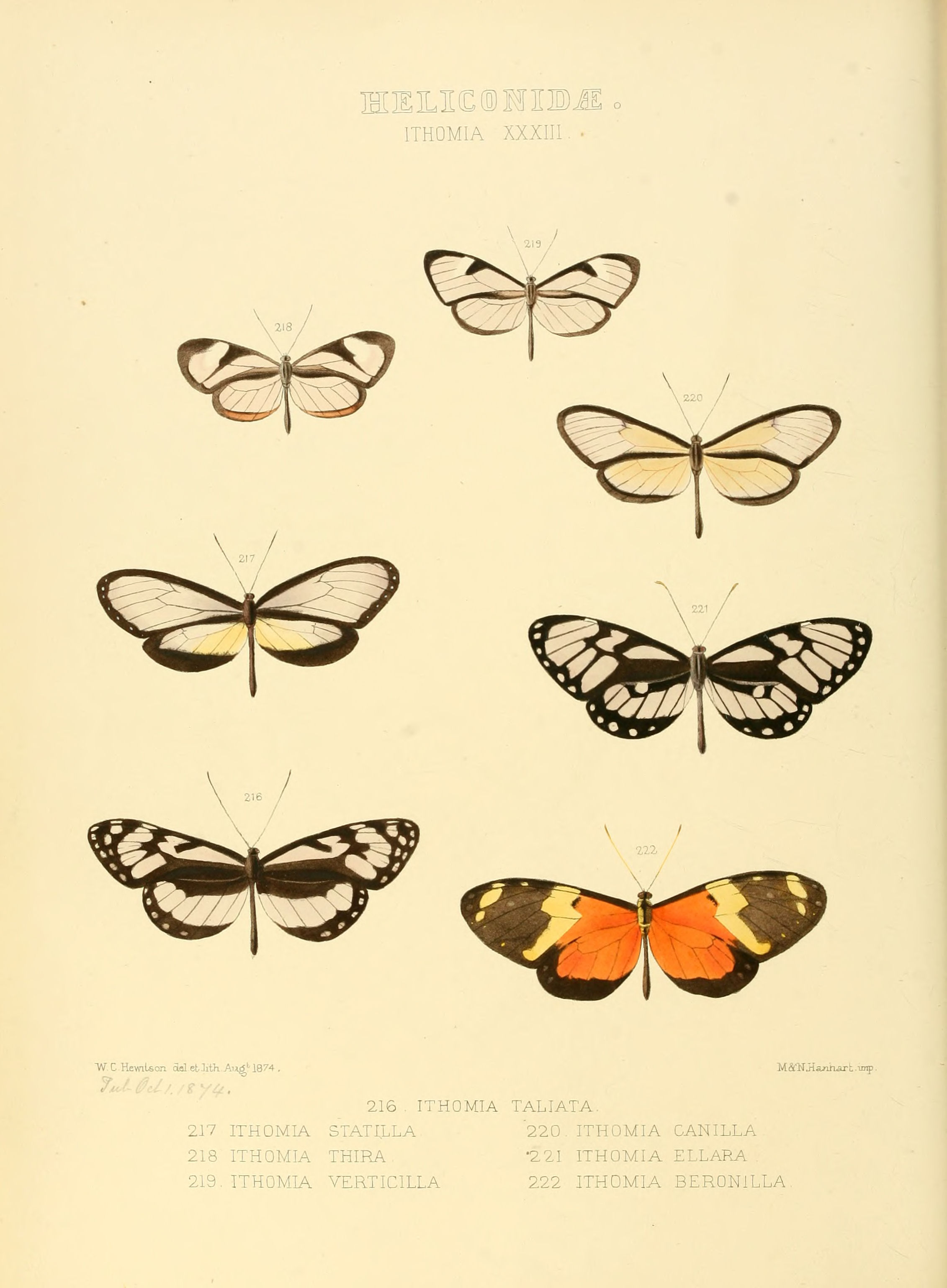